# Potok Wysoki
Potok Wysoki (Farzyna) – potok, prawostronny dopływ Szerokiego Potoku. Ma długość 6,12 km i powierzchnię zlewni 7,66 km².
Potok płynie w Beskidzie Śląskim, w pasemku Błatniej. Początek bierze na północnym stoku Wysokiego, w głębokiej dolince między grzbietami Borowiny i Palenicy. Spływa w kierunku północnym przez centrum Jaworza i w Jasienicy uchodzi do Szerokiego Potoku.